# A-la-hán

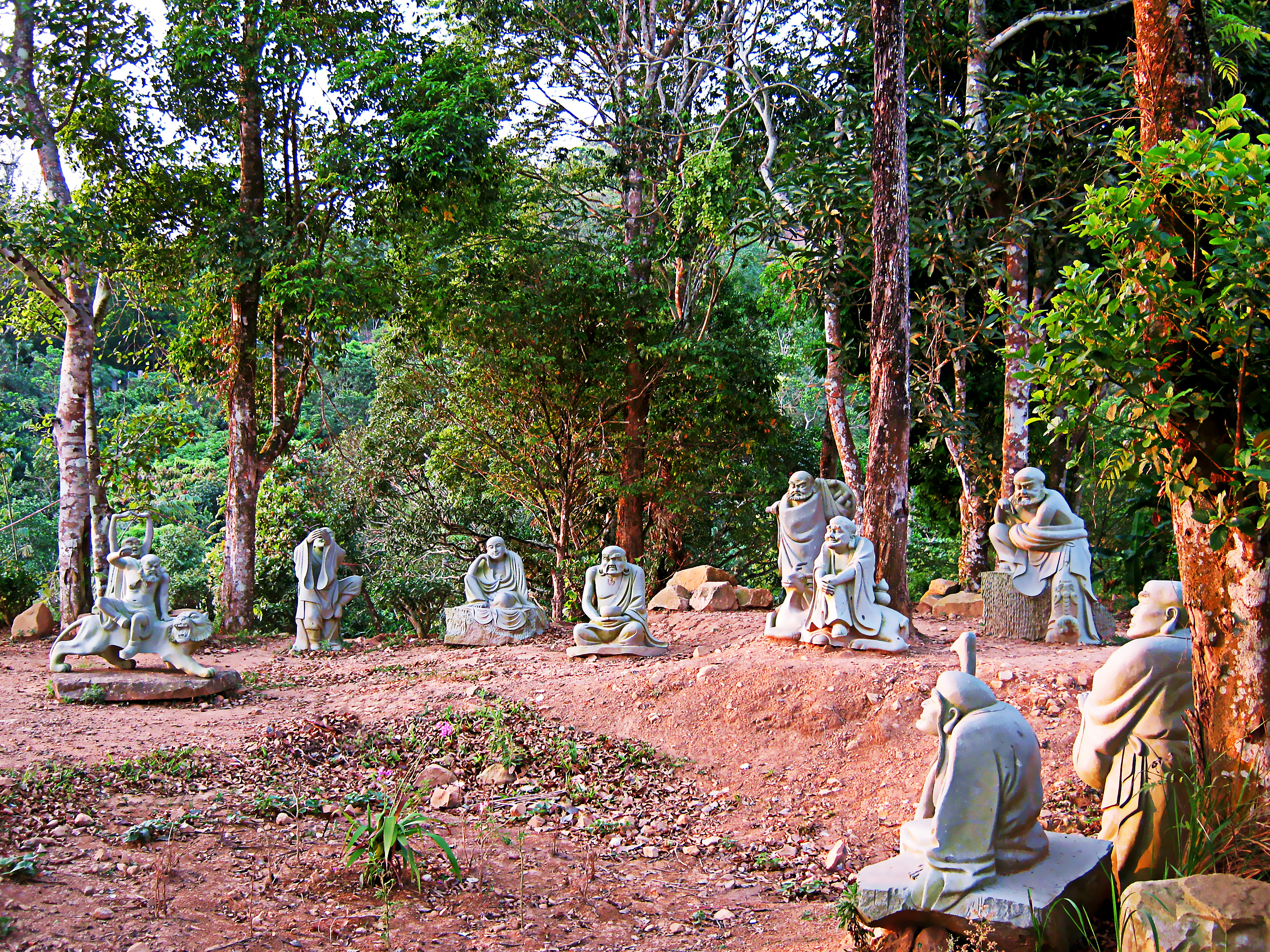
Bộ tượng La hán bằng đá trên đỉnh núi Cấm (An Giang)

A-la-hán (tiếng Phạn: arhat, arhant; tiếng Pali: arahat, arahant; tiếng Tạng: dgra com pa; tiếng Trung: 阿羅漢|阿羅漢) trong dân gian thường gọi là các vị La hán, theo Phật giáo Thượng Tọa Bộ (Theravada) thì vị A-la-hán đã đạt tới Niết-bàn, thoát khỏi hoàn toàn Luân hồi. Một A-la-hán khi còn sống còn được gọi là Hữu dư Niết-bàn (sopadhiśeṣanirvāṇa; savupadisesanibbāna), khi A-la-hán này viên tịch thì gọi là nhập Vô dư Niết bàn. La Hán dịch tiếng Anh là "người xứng đáng" hoặc là "người hoàn hảo".

## Đặc điểm

### Mười kiết sử

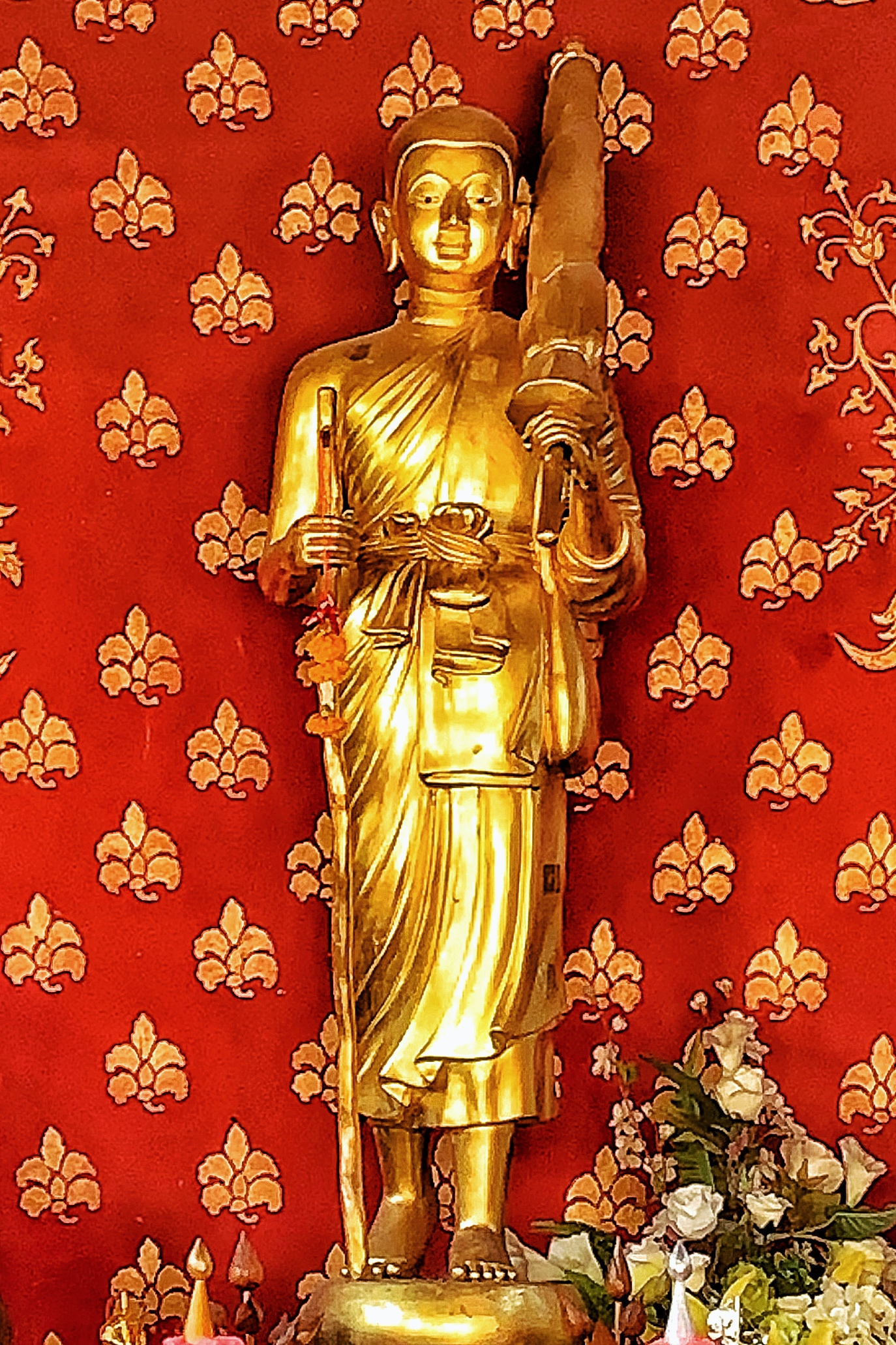
Tượng Thánh tăng Sivali- Vị hoàng tử xuất gia và đắc quả A-la-hán lúc vừa tròn 7 tuổi

Theo các kinh tạng Nikaya mô tả thì một vị A-la-hán đã trừ bỏ, diệt sạch hoàn toàn 10 loại kiết sử, phiền não mà khiến cho chúng sinh bị trói buộc trong khổ đau, luân hồi. Bao gồm:
1. Thân kiến (pi. Sakkāyadiṭṭhi): tà kiến, hiểu biết sai lầm về Ngũ uẩn, Bản ngã. Gồm có tất cả 62 loại tà kiến được nhắc đến trong kinh Phạm võng thuộc Trường Bộ kinh. Phổ biến nhất trong 62 loại tà kiến này là Thân kiến, Thường kiến, Đoạn kiến... Thân kiến là sự hiểu biết một cách sai lầm rằng các pháp như Danh Sắc (Thân-Tâm), Tứ Đại (Thân thể vật lý), Ngũ Uẩn (thân thể- cảm giác- sự ghi nhớ- suy nghĩ- nhận thức), 6 nội ngoại xứ ( Mắt- Tai- Mũi- Lưỡi- Thân- Ý Thức; Sắc- Thanh- Hương- Vị- Xúc, Pháp)... này là chính tôi, của tôi, hay tự ngã, bản ngã của tôi. Thường kiến là một số niềm tin sai lầm như tin rằng có sự tồn tại của linh hồn, tự ngã, khi chúng sinh chết đi thì linh hồn, tự ngã đó sẽ di chuyển từ cơ thể này sang cơ thể khác; hoặc tin rằng tất cả mọi vui sướng, khổ đau trong đời sống hiện tại tất cả đều do các nghiệp tốt xấu trong kiếp sống cũ quyết định; hoặc tin rằng thế giới, con người do một đấng sáng thế nào đó tạo nên và mọi đau khổ, hạnh phúc của chúng sinh đều do đấng sáng thế đó quyết định. Đoạn kiến là một số niềm tin như cho rằng mọi thứ do ngẫu nghiên mà có, không có nguyên nhân sinh ra, tạo thành nó; hoặc tin rằng chết là hết, không có kiếp sau; hoặc tin rằng làm thiện hay ác gì đều không có kết quả tương ứng.
2. Hoài nghi (pi. Vicikicchā): sự lưỡng lự, không có hiểu biết, niềm tin đúng đắn về Phật, Pháp, Tăng, nhân quả nghiệp báo và chân lý Duyên Sinh-Duyên Diệt.
3. Giới cấm thủ (pi. Sīlabbataparāmāsa): sự chấp thủ vào các phương pháp, hạnh tu sai lầm, vô ích. Ví dụ như sống khổ hạnh, ép xác hoặc buông thả, phóng túng trong ái dục. Hay tin và hành trì những lễ nghi, sinh hoạt mang tính phi logic, mê tín như bói toán, lên đồng, cầu cơ...
4. Dục ái (pi. Kāmarāga): sự ham muốn, thích thú của 5 giác quan (Mắt-Tai-Mũi-Lưỡi-Thân) vào 5 đối tượng tiếp xúc (cảnh vật- âm thanh- mùi hương- nếm vị- sự xúc chạm). Ví dụ như sự ham thích của mắt đối với các cảnh đẹp, vật đẹp, những người có ngoại hình khả ái...; sự ham thích của tai đối với các âm thanh dễ chiụ như lời khen, tiếng nói dịu dàng êm tai, âm nhạc, nhạc cụ...; sự ham thích của mũi đối với các mùi thơm, nước hoa,..; sự ham thích của lưỡi đối với các gia vị, món ăn ngon, đồ uống tốt; sự ham thích của cơ thể đối với các khoái lạc xúc chạm...
5. Sân hận (pi. Paṭigha): các trạng thái tâm lý mang tính tiêu cực như phẫn nộ, tức giận, khó chịu, hiềm hận, sợ hãi, lo âu.
6. Sắc ái (pi. Rūparāga): sự tham luyến của tâm đối với các cõi trời thuộc thiền sắc giới, nguyên nhân là do chấp thủ vào các trạng thái thanh tịnh, yên tĩnh, an lạc... do các cõi trời này đem lại.
7. Vô sắc ái (oi. Arūparāga): sự tham luyến của tâm đối với các cõi trời thuộc thiền vô sắc giới tức Không Vô Biên Xứ, Thức Vô Biên Xứ, Vô Sở Hữu Xứ, Phi Tưởng Phi Phi Tưởng Xứ. Nguyên nhân là do chấp thủ vào các trạng thái thanh tịnh, yên tĩnh, an lạc... do các cõi trời này đem lại.
8. Ngã mạn (pi. Māna): lòng đố kị, hơn thua. Ví dụ như trình độ mình bằng người khác nhưng lại tự cao rằng mình hơn họ, hoặc mình thua kém nhưng lại cho rằng bằng người. Hoặc lúc nào cũng khinh thường, chê bai người khác, tự cho mình là giỏi nhất, hay nhất. Hoặc chưa chứng đắc mà nói mình chứng đắc, phàm phu nhưng lại mạo nhận mình là bậc Thánh...
9. Trạo cử vi tế (pi. Uddhacca): trạng thái tâm phóng dật, chao đảo, lăng xăng, tán loạn, nghĩ ngợi lung tung như con khỉ hay leo trèo, nhảy nhót, không có sự chú tâm, tỉnh giác, chánh niệm.
10. Si mê (pi. Avijjā): sự vô minh, tăm tối, không hiểu biết về chân lý, chánh pháp. Không hiểu rõ về Khổ, nguyên nhân của Khổ, sự diệt Khổ và con đường Bát Chánh Đạo đưa đến diệt khổ.

### Đặc trưng của vị A-la-hán

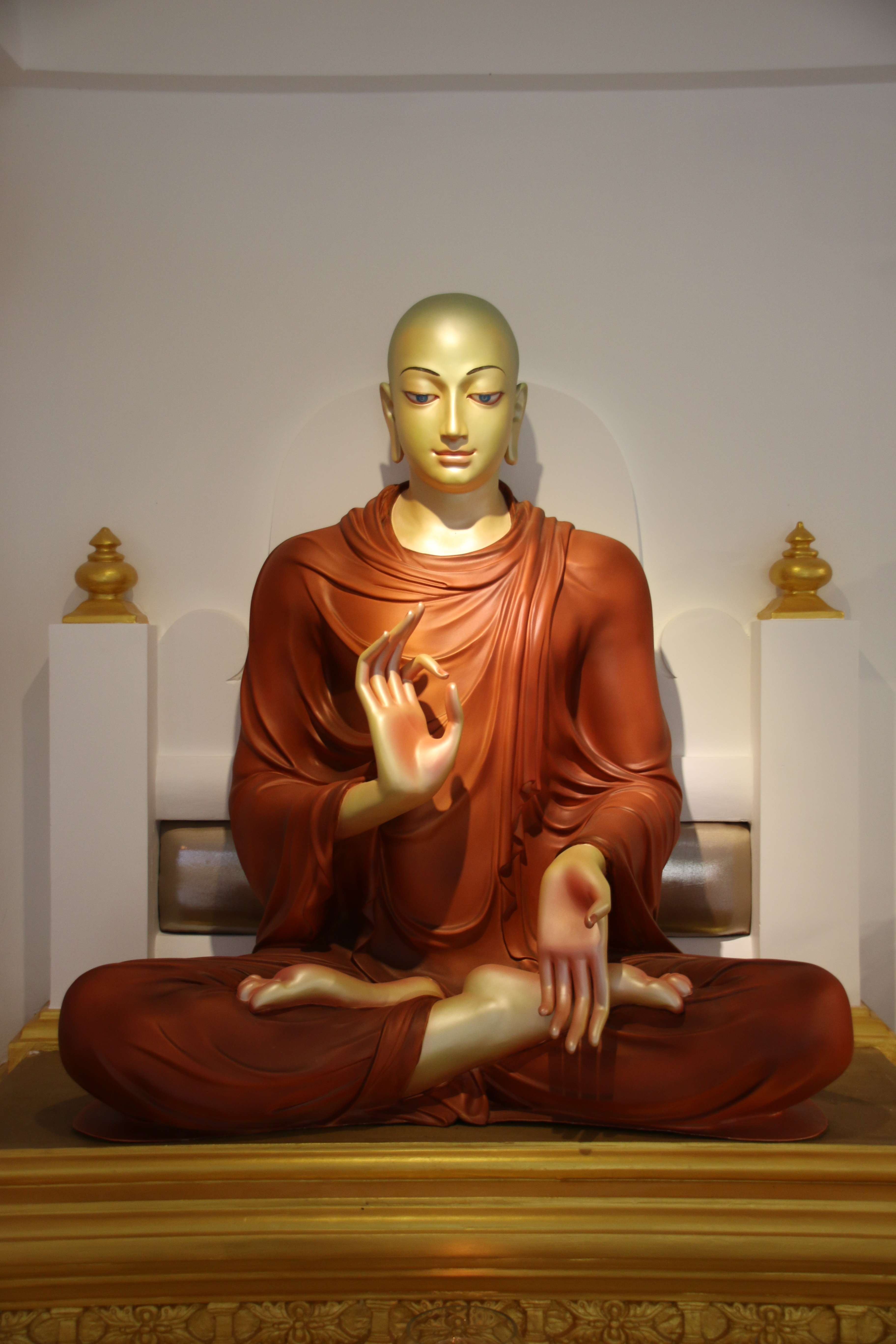
Trưởng lão Xá-lợi-phất, một trong hai vị A-la-hán thượng thủ đứng đầu trong chúng đệ tử của Đức Phật

Khi một người đạt được quả vị A-la-hán, Chánh trí khởi lên, vị ấy tự thấy rõ, biết rõ, hiểu rõ mình đã hoàn toàn giải thoát khỏi mọi phiền não, lậu hoặc mà không cần bất kỳ ai phải chỉ điểm, xác nhận. Giống như một người uống nước, nước nóng hay lạnh người ấy đều biết rõ ràng. Như trong bài kinh Sáu Thanh Tịnh (Chabbisodhana sutta) mô tả về sự giải thoát và Chánh trí của một vị A-la-hán như sau:
"Vị ấy biết như thật: 'Ðây là khổ', biết như thật: 'Ðây là nguyên nhân của khổ', biết như thật: 'Ðây là khổ diệt', biết như thật: 'Ðây là con đường đưa đến khổ diệt', biết như thật: 'Ðây là những lậu hoặc', biết như thật: 'Ðây là nguyên nhân của lậu hoặc', biết như thật: 'Ðây là các lậu hoặc được đoạn trừ', biết như thật: 'Ðây là con đường đưa đến các lậu hoặc được diệt trừ'. Vị ấy nhờ biết như vậy, nhờ thấy như vậy, tâm của Vị ấy thoát khỏi dục lậu, thoát khỏi hữu lậu, thoát khỏi vô minh lậu. Ðối với tự thân đã giải thoát như vậy, vị ấy khởi lên sự hiểu biết: 'Ta đã giải thoát'. Vị ấy biết: 'Sanh đã tận, Phạm hạnh đã thành, việc cần làm đã làm, không còn trở lui trạng thái này nữa'."
Vị thánh A-la-hán còn được gọi là vị thánh Vô học, bởi vì các ngài đã hoàn thành công việc tu tập của mình, đã làm xong mục đích tối thượng của một người xuất gia tu tập là Niết Bàn giải thoát, các ngài không còn cần phải tu tập, đoạn trừ phiền não hay làm gì thêm nữa. Còn các bậc thánh thấp hơn Dự Lưu, Nhất Lai, Bất Hoàn được gọi là vị thánh Hữu học, bởi vì các ngài chưa đạt đến chặng cuối của con đường giải thoát, còn phải học hỏi, tu tập.
"Lại nữa, này các Tỷ-kheo, có Tỷ-kheo là bậc A-la-hán, các lậu hoặc đã tận, tu hành thành mãn, các việc nên làm đã làm, đã đặt gánh nặng xuống, đã thành đạt lý tưởng, đã tận trừ hữu kiết sử, chánh trí giải thoát."

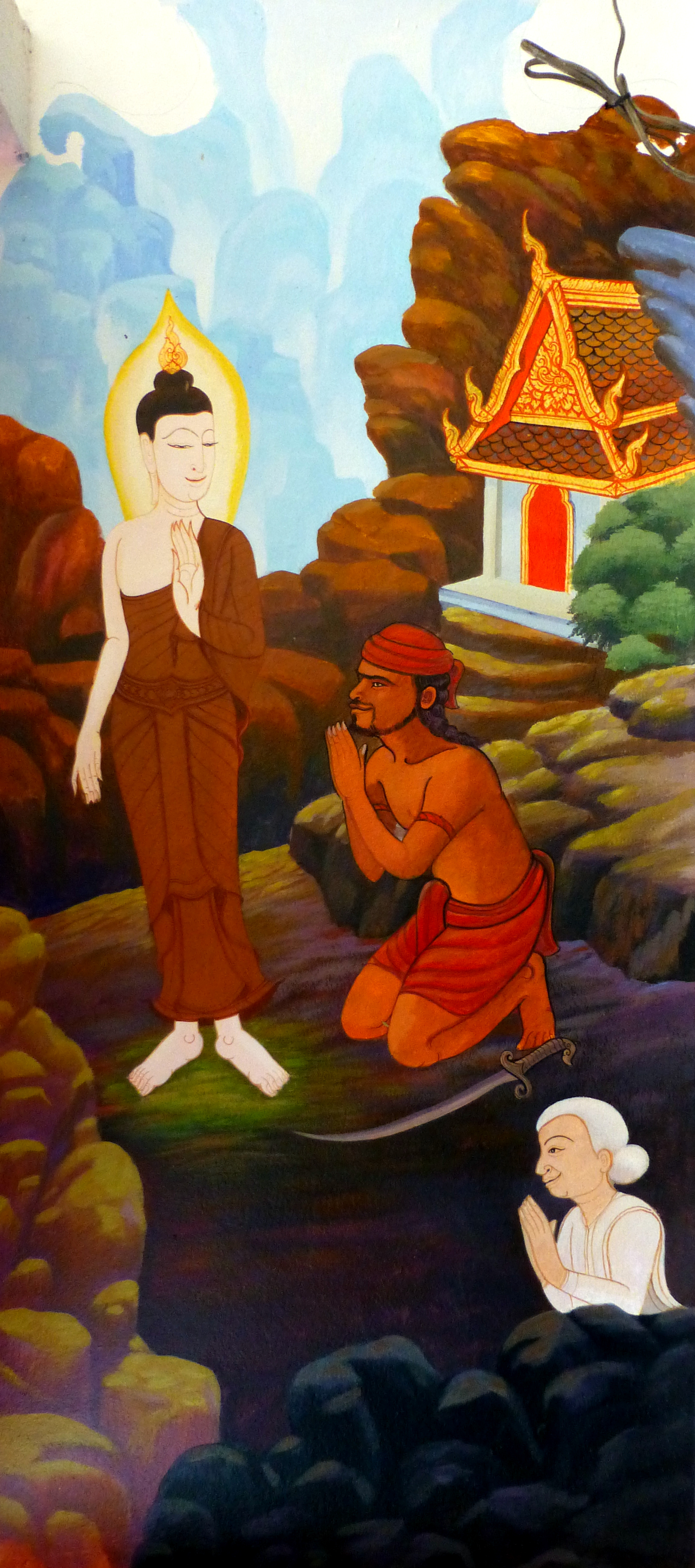
Tranh Đức Phật hóa độ cho tên cướp Angulimala - người sau đó xuất gia và thành một vị A-la-hán.

Vì các bậc A-la-hán là những vị đã viên mãn, thành tựu trọn vẹn, hoàn hảo về con đường tu tập Giới-Định-Tuệ nên thân hành (hành vi), khẩu hành (lời nói), ý hành (suy nghĩ) đều thuần túy thanh tịnh, trong sạch. Về thân hành, các ngài không bao giờ có những hành vi xấu như sát sinh, trộm cắp, tà dâm hay thực hiện những hành vi không đẹp, không phù hợp về mặt đạo đức. Về khẩu hành, các ngài không nói những lời nói không đúng đắn như nói dối, nói chia rẽ, nói lời độc ác, xúc phạm hay lăng mạ kẻ khác, các ngài cũng không nói những chuyện phù phiếm, vô ích. Các ngài chỉ nói, thuyết những điều liên hệ đến Chánh Pháp, giải thoát, tu tập đời sống Phạm hạnh. Về ý hành, các ngài không còn những ý niệm tham-sân-si mê điên đảo giống như chúng sinh; các ngài không còn những vọng tưởng, lưu luyến về dục vọng, không còn tâm ham thích đối với các khoái lạc, cảm giác sung sướng, dễ chịu.Các ngài cũng không còn những suy nghĩ về hại mình, hại người. Khi gặp các khổ cảnh, các ngài cũng không khởi lên cảm giác khó chịu, tức giận.
Một vị A-la-hán thật sự thì không còn bị tám gió (Bát phong; được, mất, vinh, nhục, khen, chê, vui, khổ) chi phối. Bởi các ngài đã trực nhận, thấy rõ tính chất biến đổi, sinh diệt không ngừng (Vô thường) và bất toại nguyện, không như ý (khổ) của tất cả mọi sự vật, hiện tượng trên đời.
Cũng giống như những người bình thường, các vị A-la-hán vẫn có những hoạt động như đi, đứng, nằm, ngồi, ăn, uống, ngủ nghỉ, đại, tiểu tiện,.. như người đời. Tuy nhiên, khác biệt giữa các vị A-la-hán với người phàm đó là các ngài khi làm việc làm gì, nói gì cũng đều có sự chánh niệm, tỉnh giác cao độ, từ lúc thức cho đến khi ngủ các ngài cũng đều duy trì sự Chánh Niệm liên tục.
Một vị đắc quả A-la-hán khi chưa hết tuổi thọ, vẫn còn sống dưới thân Ngũ Uẩn được gọi là Hữu Dư Niết Bàn. Tức là ngài vẫn còn phải chịu những định luật tự nhiên như thời tiết, đau nhức, bệnh tật, hay các khó chịu về thân thể. Hoặc các ngài cũng có thể phải chịu đựng các quả báo ác chính mùi do hành vi bất thiện trong quá khứ. Ví dụ như Đức phật bị nhức đầu trong ba ngày do trong tiền kiếp quá khứ ngài từng gõ đầu một con cá, hay trước khi nhập Niết Bàn ngài bị bệnh kiết-lỵ. Hoặc trưởng lão Mục-Kiền-Liên trong đời quá khứ rất lâu từng phạm nghiệp giết cha mẹ, nên trước khi ngài viên tịch, nghiệp này trổ quả và ngài bị ngoại đạo hành hung. Tuy bị các bệnh tật, đau nhói về thân chi phối, nhưng Đức Phật và các vị A-la-hán không còn bị dính mắc vào nó. Các ngài không vì bệnh tật, đau đớn mà khởi tâm bất thiện như sân- khó chịu, tức giận, tham- mong muốn mau hết bệnh, mong muốn đừng bị bệnh, si-không có sự hiểu biết đúng đắn về bản chất của cơn đau. Khi vị A-la-hán hết thọ mạng, nhập Đại Bát Niết bàn (Vô Dư Niết Bàn) thì vĩnh viễn không còn tái sinh trở lại vào bất kỳ cảnh giới, sanh thú nào; và cũng không còn bị thân Ngũ uẩn chi phối.
Các vị A-la-hán có thể có các năng lực thần thông như Tam Minh, Lục Thông. Tuy nhiên, các ngài không bao giờ phô trương, hay biểu diễn những khả năng đó trước mắt quần chúng để có được danh tiếng, ảnh hưởng, hay nhằm mục đích kêu gọi người khác theo đạo Phật. Bởi vì, thần thông dù có vẻ phi phàm, gây tò mò đối với nhiều người như thực tế nó không giúp ích cho chúng sinh thấy ra chân lý, thoát khỏi khổ đau, phiền được. Ngược lại, việc dính mắc, tham luyến đối với các trạng thái thần thông là một cản trở cho việc tu tập giác ngộ. Hơn nữa, đạo Phật là đạo trí tuệ, đến để mà thấy, chứ không phải tin tưởng một cách mù quáng, mê tín. Như trong Kinh Kalama, Đức phật đã giảng dạy rõ về 10 điều chớ vội tin, ngài khuyên chúng sinh không nên vội tin lời nói bất kỳ ai, dù là chính ngài, các vị đạo sư, hay bất kỳ ai. Mà chỉ khi nào đã hiểu rõ và thực hành Phật Pháp, xác chứng được lợi ích, thiết thực do Chánh Pháp đem lại thì mới nên tin đạo, đó còn gọi là chánh tín (niềm tin đúng đắn).
Cuối cùng, ngoài chính những người đã thật sự chứng A-la-hán và tự tuyên bố về Chánh trí giải thoát của mình thì chỉ có Đức phật mới có đủ trí tuệ, khả năng để tuyên bố một người chứng quả hay chưa, người ấy chứng quả gì, Tu-đà-hoàn, Tư-đà-hàm, A-na-hàm, hay A-la-hán. Ngay cả các vị A-la-hán thượng thủ như ngài Xá-Lợi-Phất, Mục-Kiền Liên cũng không tùy tiện phán đoán, hay đưa ra nhận định về quả vị tu chứng của người khác.

### Các hạng người có khả năng chứng đạo
Theo Kinh Tăng Chi Bộ và Kinh Na-Tiên Vấn Đáp thì có 15 loại chúng sinh không thể chứng đắc bất kỳ quả vị gì trong Tứ Thánh Quả là: súc sinh; loài khẩn-na-la (Kinnara); các loài rồng (Naga); ngạ quỷ; người có tà kiến; trẻ chưa đủ bảy tuổi; người phạm tội ác thuộc nhóm tội ngũ nghịch (giết cha, giết mẹ, giết A-la-hán, làm chảy máu thân Phật, chia rẽ tăng đoàn); những người giả mạo tăng ni (trộm tăng tướng); những người tuy là Tỳ kheo nhưng lại hành theo ngoại đạo; người hãm hiếp tỳ khưu ni; tỳ khưu phạm tội tăng tàn nhưng không thọ lãnh hình phạt; người bán nam bán nữ; người có hai bộ phận sinh dục.
Cũng theo Kinh Na-Tiên Vấn Đáp thì ngoài các vị Tỳ kheo, Tỳ kheo ni thì các vị cư sĩ, người tại gia cũng có khả năng chứng quả A-la-hán. Tuy nhiên khi sau khi đắc quả vị này phải đi tìm một vì thầy Tỳ kheo gần trú xứ của mình để thực hiện việc xuất gia, chậm nhất là trước khi mặt trời lặn, một số bản luận khác nói là 7 ngày, nếu không thì vị cư sĩ ấy phải nhập Niết-bàn. Lý giải về điều này là phẩm mạo, giới hạnh của đời sống cư sĩ khá hạn chế, eo hẹp và không phù hợp với quả vị A-la-hán, chỉ có phẩm hạnh, tướng mạo của người xuất gia mới phù hợp với quả vị này. Ví dụ như một người bao tử nhỏ chỉ có thể chứa ít đồ ăn mà ăn nhiều quá sẽ bị bội thực. Điều này được minh chứng ở trong các bài kinh Nikaya, có nhiều vị ngoại đạo, cư sĩ nam nữ sau khi nghe Đức phật thuyết pháp được chứng quả A-la-hán và Đức phật đã cho họ xuất gia trở thành Tỳ kheo ngay trong ngày đó. Điển hình như sau khi nghe Đức Phật thuyết bài kinh Lửa Cháy (Aditta-pariyaya Sutta) thì 1000 vị đạo sĩ thuộc phái thờ lửa (Bái hỏa giáo) đã chứng đạt chánh trí, trở thành các vị A-la-hán và Đức phật đã cho họ xuất gia, thọ giới cụ túc bằng cách gọi: "Thiện lai tỷ kheo!" (Ehibhikkhu upasampada).

## Con đường tu tập
Con đường tu tập căn bản để đạt được bất kỳ quả vị nào trong Tứ Thánh Quả đều là nhờ Giới-Định-Tuệ. Một người đắc được quả Dự Lưu (Tu-đà-hoàn), Nhất Lai (Tư-đà-hàm) là thành tựu trọn về giới, một phần về định, một phần về tuệ. Quả vị Bất Hoàn (A-na-hàm) là nhờ thành tựu trọn vẹn về giới, trọn vẹn về định và một phần về tuệ. Và cuối cùng, quả vị A-la-hán là nhờ thành tựu trọn vẹn về giới, định và tuệ.
Kinh Đại Bát Niết Bàn (Mahàparinibbàna sutta), Đức phật mô tả về lợi ích của việc thực tập Giới-Định-Tuệ như sau:
"Ðây là Giới, đây là Ðịnh, đây là Tuệ. Ðịnh cùng tu với Giới sẽ đưa đến quả vị lớn, lợi ích lớn. Tuệ cùng tu với Ðịnh sẽ đưa đến quả vị lớn, lợi ích lớn. Tâm cùng tu với Tuệ sẽ đưa đến giải thoát hoàn toàn các món lậu hoặc tức là dục lậu, hữu lậu (tri kiến lậu), vô minh lậu." 
Nếu phân tích Giới-Định-Tuệ theo phương diện Bát Chánh Đạo, thì Giới thuộc về Chánh Ngữ, Chánh Nghiệp và Chánh Mạng, Định thuộc về Chánh Tinh Tấn, Chánh Niệm, Chánh Định, Tuệ thuộc về Chánh Kiến và Chánh Tư Duy.

### Giới
Giới là nền tảng quan trọng nhất trong việc tu tập giải thoát, một người thiếu giới thì không thể thành tựu được bất kỳ đạo quả nào. Mục đích của việc giữ các điều giới là để nhằm làm cho thân hành, khẩu hành của hành giả được trong sạch. Chỉ khi nào thân, khẩu của hành giả được trong sạch rồi thì vị ấy mới có thể phát triển con đường tu tập của mình lên Định và Tuệ được. Ngoài ra, việc giữ giới cũng nhằm tránh những tâm bất thiện như lòng lo lắng bất an, tiếc nối, hay những đau khổ vì tạo nghiệp ác khởi lên trong tâm vị hành giả mà gây cản trợ đến sự tu tập Thiền của vị ấy. Nếu hành giả giữ giới tốt đẹp thì lòng vị ấy sẽ được thanh thản, tự tin, an lạc.
Trong Kinh Na-Tiên Vấn Đáp, khi vua Mi-lan-đà hỏi về các thiện pháp, trưởng lão Na-tiên đã trả lời đại ý như sau: "Thiện pháp thì rất nhiều, nhưng Giới mới chính là nền tảng để các thiện pháp nảy nở, tăng trưởng. Giới là nơi vững trú, nảy nở, tăng trưởng của các thiện pháp như Ngũ Căn, Ngũ Lực, Thất Giác Chi, Tứ Niệm Xứ, Tứ Chánh Cần, Tứ Thần Túc, Tứ Thiền, Bát Giải Thoát...", "Ví dụ như đất là nơi mà các hột giống nảy mầm và lớn lên, đất là nơi mà các loại củ có thể nứt mộng đâm nhánh đâm cây. Cũng thể ấy, Giới là nơi nảy mầm, tăng trưởng của Ngũ Căn là tín, tấn, niệm, định, tuệ... cùng những thiện pháp khác." Qua câu trả lời trên, ta có thể thấy tầm quan trọng của giới luật đối với sự chứng đắc đạo quả.
Trong Kinh Tăng Chi Bộ, Đức Phật có liệt kê ra 5 lợi ích của việc thực hành giới như sau: 1. Nhờ giữ giới, tài sản, của cải được giữ vững và tăng trưởng do không phung phí, phóng dật; 2. Khi đến những hội chúng, nơi đông người, lòng được tự tin, can đảm; 3. Tiếng lành là người có giữ giới, đức hạnh được đồn xa; 4. Khi lâm chung thân tâm được yên ổn, tỉnh táo, nhẹ nhàng, không sầu khổ; 5. Sau khi chết có cơ hội tái sinh lên các cõi chư thiên hoặc trở lại làm người sung sướng, cao quý. Như vậy, giới vừa đóng vai trò quan trọng trong việc rèn luyện con người trở thành những người có đạo đức, phước báu, vừa là nền tảng của con đường đến Niết Bàn giải thoát.
Các điều học giới căn bản nhất dành cho tất cả các tăng ni, cư sĩ, phật tử là: Không sát sinh, không tà dâm, không trộm cắp, từ bỏ tà mạng (các ngành nghề phi pháp), không nói láo, không nói hai lưỡi, không nói lời độc ác, không nói lời phù phiếm, không uống rượu hay sử dụng các chất gây nghiện. Tuy nhiên, tùy vào các vai trò như cư sĩ, sa di, hay Tỳ kheo, Tỳ kheo ni mà số giới có sự ít, nhiều khác nhau. Đối với các vị cư sĩ, Đức phật chỉ yêu cầu họ cố gắng giữ 5 giới hoặc 8 giới, trong khi các vị sa di là 10 giới, đối với Tỳ Kheo tăng thì nhiều hơn là 227 giới và Tỳ kheo ni là 311 (theo truyền thống PG Nguyên thủy).
Ngoài các điều học giới kể trên thì một số loại giới như Giới Hộ trì các căn, Giới tiết độ trong ăn uống, Giới chánh niệm tỉnh giác cũng rất quan trọng trong việc hỗ trợ cho hành giả trong sự tu tập đoạn trừ các phiền não.
Giới hộ trì các căn là vị hành giả luôn luôn cẩn trọng phòng hộ 6 căn (mắt, tai, mũi, lưỡi, thân, ý) của mình, không để cho chúng chạy theo, dính mắc vào 6 trần (hình sắc, âm thanh, mùi, vị, xúc chạm, các pháp) mà khiến cho tham, sân, si khởi lên.
Giới chánh niệm tỉnh giác là khi làm bất kỳ việc gì, hành giả đều có sự chánh niệm, tỉnh giác, chú tâm quan sát, theo dõi. Như khi đi, đứng, nằm, ngồi hành giả tỉnh giác biết mình đang đi, đứng, nằm, ngồi. Khi ăn, uống, nhai, nếm tỉnh giác, chánh niệm về sự ăn, uống, nhai nếm. Bất kỳ các hoạt động khác dù lớn hay nhỏ cũng đều tỉnh giác chánh niệm như vậy.
Giới tiết độ trong ăn uống là khi hành giả dùng các thực phẩm, nước uống. Vị ấy tâm niệm, ghi nhớ rằng mình sử dụng các vật thực này là để nuôi dưỡng sinh mạng, để có sức khỏe tốt hỗ trợ cho việc tu tập phạm hạnh. Chứ không phải sử dụng chúng vì đam mê, tham đắm hay để trang sức, làm đẹp. Nhờ như vậy, vị ấy sẽ trừ bỏ được tâm tham ái đối với các món ăn, vật thực.

### Định
Định hiểu căn bản là sự chú tâm, hướng tâm đến một đối tượng nào đó để làm cho tâm trở nên an chỉ, vắng lặng. Khi đó, các triền cái khác bị áp đảo, tâm cảm thấy an lạc, dễ chịu. Trước khi Đức Phật xuất hiện, Thiền Định đã có mặt ở các tôn giáo Ấn Độ và được các tu sĩ các tôn giáo đó chủ trương tu tập phổ biến. Tuy nhiên, Đức Phật không chủ trương Thiền Định bởi vì Thiền Định không đưa đến diệt trừ phiền não, sự giải thoát Niết bàn, không giúp hành giả khám phá, thấy rõ được chân lý, hay bản chất của các pháp như trong Thiền Minh Sát. Thành tựu cao nhất mà một người có thể đạt được thông qua Thiền Định là các năng lực thần thông và cuộc sống chư thiên ở các cõi Trời Sắc giới hoặc Vô Sắc giới sau khi chết.
Mặc dù Đức Phật không chủ trương Thiền Định nhưng ngài vẫn đưa Thiền Định vào trong lời giảng dạy của mình như phương tiện hỗ trợ cho việc tu tập Thiền Minh Sát của các hành giả. Đầu tiên, hành giả chú tâm vào các đề mục thiền định hay đi vào các trạng thái thiền định để làm cho tâm mình được trong sáng, an ổn, thoải mái. Sau đó hành giả xuất khỏi thiền định và tiến hành thẩm sát, quán chiếu sự sinh diệt, trạng thái Khổ-Vô thường-Vô ngã của các pháp. Nhờ nền tảng an lạc, thanh tĩnh của Thiền định, hành giả sẽ quán chiếu, thấy rõ các đối tượng Minh Sát hơn.
Theo bộ Thanh Tịnh Đạo liệt kê, thì có khoảng 40 mươi đề mục thiền định. Gồm có 10 đề mục kasina (đất, nước, lửa, gió, xanh, vàng, đỏ, trắng, hư không, ánh sáng), 10 đề mục tử thi (các trạng thái biến hoại của xác chết), 10 đề mục tưởng niệm (Niệm ân Phật, Pháp, Tăng, Giới, Bố Thí, Thiên, Tịch Tịnh, Chết, Hơi Thở, Niệm 32 thể trược), 4 đề mục về Từ, Bi, Hỷ, Xả, 4 đề mục về thiền vô sắc giới (Không Vô Biên Xứ, Thức Vô Biên Xứ, Vô Sở Hữu Xứ, Phi Tưởng Phi Phi Tưởng xứ ), đề mục về phân tích tứ đại, đề mục quán vật thực bất tịnh.
Khi bắt đầu tu tập Thiền Định, hành giả nên chọn một đề mục phù hợp với căn cơ của mình, học hiểu thật kỹ rồi mới nên bắt đầu thực hành. Theo các bản chú giải, thì 10 đề mục tử thi, 1 đề mục về niệm 32 thể trược thích hợp cho những người nặng về tâm tham ái; 4 đề mục Từ, Bi, Hỷ, Xả và 4 đề mục Kasina (xanh, vàng, đỏ, trắng) thích hợp cho những người nặng về tâm sân hận; những người có tâm si mê, bị hôn trầm chi phối thì phù hợp với đề mục hơi thở, ánh sáng; đề mục hơi thở thích hợp cho những người có tâm thường bị dao động, nghĩ ngợi lăng xăng. Những người nặng về niềm tin thì nên thực hành 6 đề mục niệm (Phật, Pháp, Tăng, Giới, Bố thí, Thiên). Người nặng về trí tuệ, tư duy thì phù hợp với đề mục niệm sự chết, niệm Niết Bàn, quán vật thực bất tịnh và Phân tích tứ đại. Nhìn chung, 10 đề mục kasina và đề mục hơi thở thích hợp với tất cả các loại căn tánh.
Dựa theo mức độ nông hay cạn mà hành giả an trú, đi sâu vào các trạng thái Thiền Định thì chia làm 3 loại Định:
- Sát-na định: Trạng thái định tâm chỉ kéo dài chớp nhoáng trong một sát-na. Đối với những vị hành giả chỉ tu tập thuần túy về Thiền Minh Sát mà không thông qua phương tiện hỗ trợ là Thiền Định thì vị ấy vẫn có sát-na định, do sự an trú, quan sát, nhất tâm vào các đối tượng Minh Sát trong Thân, Thọ, Tâm, Pháp.
- Cận định: Trạng thái định này gần giống với sơ thiền, cũng có các chi thiền như Tầm (Hướng Tâm), Tứ (quan sát), Hỷ, Lạc, Nhất Tâm. Giống như An chỉ định, Cận định cũng có khả năng đè nén 5 triền cái và khiến cho tâm được an lạc, thoải mái. Tuy nhiên, trạng thái định này không kéo dài được lâu như An chỉ định do sự phức tạp của đề mục thiền mà hành giả thực tập.
- An chỉ định: Trạng thái định kiên cố, an trú vững chắc trên đề mục. Ở trạng thái này, hành giả có thể hành thiền và duy trì trạng thái định tâm trong nhiều ngày. Gồm có các bậc Thiền định thuộc Sắc giới và Vô sắc giới đi từ thấp đến cao là Sơ thiền, Nhị Thiền, Tam Thiền, Tứ Thiền, Không Vô Biên Xứ, Thức Vô Biên Xứ, Vô Sở Hữu Xứ, Phi Tưởng Phi Phi Tưởng Xứ. Hành giả tiến lên các bậc thiền cao hơn bằng các loại bỏ dần các chi thiền trong trường hợp Thiền Sắc giới, và tác ý đến đề mục đối với Thiền Vô Sắc giới.

Đối với 8 đề mục tùy niệm (Phật, Pháp, Giới, Thí, Thiên, Sự Chết, Tịch Tịnh) và hai đề mục quán vật thực bất tịnh, phân tích tứ đại thì hành giả chỉ có thể đạt được cận định do những đề mục này còn ngôn ngữ và tư duy nên không thể vào Sơ Thiền. 10 đề mục tử thi và 1 đề mục 32 thể trược chỉ giúp hành giả đạt được sơ thiền, không thể sâu hơn vì những đề mục này đòi hỏi phải duy trì tầm và tứ. Ba đề mục Từ, Bi và Hỷ chỉ có thể giúp hành giả chứng từ sơ thiền đến tam thiền mà thôi, đề mục Xả có thể giúp hành giả đạt được Tứ Thiền sau khi đã đạt được Tam Thiền nhờ 1 trong các đề mục Từ, Bi, Hỷ. 10 đề mục Kasina và 1 đề mục hơi thở có thể giúp hành giả đạt được từ sơ thiền đến tứ thiền. Đề mục "không vô biên xứ" (hư không là vô biên) chỉ giúp hành giả chứng được Thiền Không Vô Biên xứ sau khi hành giả đã đạt được Tứ Thiền. Đề mục "thức vô biên xứ" (thức là vô biên) chỉ giúp hành giả chứng được Thiền Thức Vô Biên Xứ sau khi đã đạt được bậc Thiền Không Vô Biên Xứ. Đề mục "vô sở hữu xứ" (không có gì cả) chỉ giúp hành giả chứng được thiền Vô sở hữu xứ sau khi đã đạt được Thiền Thức Vô Biên Xứ. Đề mục "phi tưởng phi phi tưởng xứ" (vắng lặng, vi tế) chỉ giúp hành giả chứng được Thiền phi tưởng phi phi tưởng xứ sau khi hành giả đã đạt được Thiền Vô Sở Hữu Xứ.
Các trạng thái Thiền Định cũng có thể bị mất đi nếu hành giả không có sự tu tập, hành thiền, trau dồi thường xuyên. Hoặc khi hành giả phóng dật hay khởi lên các tâm tham, sân, si cũng có thể làm cho trạng thái này bị mất đi. Khi đạt được từ tứ thiền trở lên, hành giả sẽ có thể có các năng lực thần thông như Biến Hóa Thông, Tha Tâm Thông, Thiên Nhãn Thông, Túc mệnh thông. Nếu hành giả duy trì được một trong các cấp độ Thiền định như Cận định,Sơ Thiền, Nhị Thiền..., Phi tưởng Phi phi tưởng xứ cho đến khi lâm chung, thì vị ấy sẽ được tái sinh vào các cõi trời dục giới (đối với cận định), sắc giới hoặc vô sắc giới tương ưng với cấp bậc Thiền định mà mình đạt được.
Điểm lưu ý quan trọng khi thực tập thiền định là hành giả phải luôn ghi nhớ rằng mục đích của việc thực tập Thiền Định là để làm cho tâm được định tĩnh, thanh tịnh để hỗ trợ cho Thiền Quán. Và thiền định chỉ là đang ở giữa đường trong lộ trình tu tập giải thoát chứ chưa phải là sự giải thoát, đích đến cuối cùng. Nếu hành giả dính mắc, ham thích, say mê trong các trạng thái an lạc, yên bình hay các năng lực thần thông do Thiền định mang lại mà không chịu cố gắng tu tập tiếp thì đó sẽ chỉ là rào cản cho sự tu tập giải thoát và làm tăng lên vô minh, tham ái nơi hành giả mà thôi.

### Tuệ
Vipassanā (thiền minh sát) hay còn gọi là Tứ Niệm Xứ là phương pháp Thiền do chính Đức Phật chứng ngộ và giảng dạy trong suốt cuộc đời giáo hóa của mình. Thông qua phương pháp này, không ít vị Tỳ-kheo, cư sĩ dưới thời Đức phật còn tại thế và sau đó đã trở thành những bậc thánh hữu học, vô học. Mục đích của việc thực tập Thiền Minh Sát là nhằm giúp cho hành giả tự mình tuệ tri (thấy rõ) tính chất, trạng thái của tất cả các pháp theo đúng như thật những gì mà chúng đang diễn ra.
"Này các Tỷ-kheo, đây là con đường độc nhất đưa đến thanh tịnh cho chúng sanh, vượt khỏi sầu não, diệt trừ khổ ưu, thành tựu chánh trí, chứng ngộ Niết-bàn. Ðó là Bốn Niệm xứ." 
Về căn bản, khi thực hành thiền quán này, hành giả chuyên tâm quan sát, theo dõi sự sinh diệt, biến đổi của Danh-sắc (cơ thể vật lý và trạng thái tâm lý) hoặc dùng trí quán chiếu, phân tích về bản chất ô nhiễm, bất tịnh của cơ thể. Dần dần hành giả sẽ phát sinh trí tuệ đúng đắn và thấy biết rõ ràng rằng mọi thứ trên thế gian này chỉ là tạm bợ, không có gì để cho mình lưu luyến hay tham đắm cả.
Một số bài kinh căn bản đề cập đến Thiền quán Vipasssana trong Tam tạng Pali có thể kể đến như Kinh Đại Niệm Xứ (Mahàsatipatthana sutta) thuộc Trường bộ Kinh, Kinh Niệm Xứ (Satipatthàna sutta), Kinh Thân Hành Niệm (Kàyagatàsati sutta), Kinh Quán Niệm Hơi Thở (Anàpànasati sutta) thuộc Trung bộ kinh...
Trong Kinh Đại niệm xứ (Mahàsatipatthana sutta), Đức phật liệt kệ ra rất nhiều đề mục thiền quán, gom chung lại là bốn đối tượng: Thân (các hoạt động của cơ thể), Thọ (cảm giác), Tâm (suy nghĩ), Pháp (các pháp số). Đây là bốn đối tượng mà người tu tập cần phải chuyên tâm tu tập, an trú tâm trong đó.
1. Quán Thân: 6 đề mục quán thân là: 1. Hành giả chú tâm theo dõi, quán sát hơi thở ra vào; 2. hoặc chú tâm theo dõi, quan sát tứ oai nghi (đi, đứng, nằm, ngồi); 3.hoặc chánh niệm tỉnh giác về mọi hoạt động của cơ thể; 4. hoặc phân tích sự ô nhiễm, bất tịnh của 32 phần cơ thể; 5. hoặc phân tích về các yếu tố hợp thành cơ thể là đất, nước, lửa, gió (tứ đại); 6. hoặc quan sát các trạng thái phân hủy, biến đổi của xác chết.
2. Quán Thọ: Hành giả chú tâm theo dõi, quan sát sát sự sinh khởi (sự xuất hiện) và sự đoạn diệt (sự biến mất) của các loại cảm giác liên hệ đến thân và tâm như cảm giác dễ chịu (lạc thọ), khó chịu (khổ thọ), trung tính (bất khổ bất lạc thọ).
3. Quán Tâm: Hành giả chú tâm theo dõi, quán sát sự sinh khởi và đoạn diệt của các loại tâm thiện như tâm không tham, không sân, không si, tâm thiền định, tâm giải thoát... và các loại tâm bất thiện như tham, sân, si, hôn trầm, tán loạn, nghi ngờ...
4. Quán Pháp: 5 đề mục quán pháp là: 1. Hành giả chú tâm theo dõi, quán sát sự sinh khởi và sự đoạn diệt của năm triền cái; 2. hoặc chú tâm theo dõi, quán sát sự sinh khởi và đoạn diệt của Ngũ Uẩn; 3. hoặc chú tâm theo dõi, quan sát sự sinh khởi và đoạn diệt của sáu nội ngoại xứ; 4. hoặc chú tâm theo dõi, quan sát bảy giác chi; 5. hoặc chú tâm theo dõi, quan sát về Tứ Thánh Đế.

Ở đây, sở dĩ có nhiều đề mục thiền quán như vậy là do có sự khác biệt về căn cơ giữa các hạng người. ví dụ như có người tâm lý nặng về tham ái hoặc nặng về sân hận, tà kiến,... Và Đức phật đưa ra nhiều đề mục như vậy là để thích hợp với từng căn cơ riêng, ai căn cơ phù hợp với đề mục nào thực hành đề mục đó. Khi thực hành, hành giả chọn một đề mục bất kỳ trong các đề mục trên mà phù hợp theo khuynh hướng tâm lý, sở thích cá nhân của mình.
Theo hướng dẫn từ một số bản chú giải thì quán Thân phù hợp với hành giả thuộc về tánh tham ái có trí tuệ yếu, quán Thọ phù hợp với hành giả thuộc về tánh tham ái có trí tuệ mạnh, quán Tâm phù hợp với hành giả tánh tà kiến có trí tuệ kém, quán Pháp phù hợp với hành quả tánh tà kiến có trí tuệ mạnh. Điều quan trọng cần lưu ý ở đây là khi quán thân hoặc quán thọ... thì một người vẫn không loại trừ ba tùy quán còn lại. Khác nhau nằm ở chổ sự nhấn mạnh, tính chất vượt trội hay thiên hướng mà thôi.
Dù thực hành theo bất kỳ đề mục nào, thì điểm quan trọng nhất vẫn là việc quan sát tính chất sinh-diệt nơi các đối tượng và hiểu rõ về trạng thái Vô thường-Khổ-Vô ngã nơi chúng. Vì chỉ khi nào thấy biết được như vậy thì hành giả mới có thể thực sự trở nên nhàm chán, buông xả đối với ái dục và hướng tâm đến chánh trí, Niết bàn giải thoát. Như đúng lộ trình tu tập mà Đức phật đưa ra là: "nhất hướng nhàm chán, ly tham, đoạn diệt, thắng trí, chứng ngộ, niết bàn". Ở đây, khi một người thấy được sự sinh và diệt của các pháp thì vị ấy sẽ đoạn trừ được các quan niệm, hiểu biết sai lầm về thân kiến, tự ngã. Khi thấy được tính chất vô thường, một người đoạn trừ được chấp thủ rằng mọi thứ là thường còn, mãi mãi, lâu dài và vị ấy thấy biết đúng đắn rằng mọi thứ trên thế gian dù tốt hay xấu, yêu hay ghét... đều sẽ bị hoại diệt, biến đổi. Khi thấy được tính chất Khổ, một người sẽ thấy biết đúng đắn rằng mọi thứ diễn ra một cách tự nhiên chứ không theo như những gì chúng ta mong muốn, và càng ham muốn, chấp thủ nhiều thì sẽ càng khổ đau. Khi thấy được tính chất Vô ngã, một người sẽ hiểu rằng do cái này có nên cái kia có, do cái này diệt nên cái kia diệt và đoạn trừ được ảo tưởng về bản ngã, "tôi là", vị ấy không còn chấp trước rằng thân thể, suy nghĩ này hay mọi thứ là của mình, thuộc về mình nữa.
"Như vậy, vị ấy sống quán thân trên nội thân hay sống quán thân trên ngoại thân; hay sống quán thân trên cả nội thân, ngoại thân; hay vị ấy sống quán tánh sanh khởi trên thân; hay sống quán tánh diệt tận trên thân; hay sống quán tánh sanh diệt trên thân. "Có thân đây", vị ấy an trú chánh niệm như vậy, với hy vọng hướng đến chánh trí, chánh niệm. Và vị ấy không nương tựa, không chấp trước vật gì trên đời. Này các Tỷ-kheo, như vậy là Tỷ-kheo sống quán thân trên thân."

### Đạo quả
Sau quá trình nỗ lực tu tập theo đúng lộ trình giới-định-tuệ như vậy, tùy vào năng lực hành giả có thể đạt đến một trong các quả vị giải thoát thuộc Tứ Thánh Quả. Đầu tiên là sơ quả Tu-đà-hoàn, hành giả đoạn trừ được ba kiết sử đầu tiên là thân kiến, hoài nghi và giới cấm thủ, vị ấy coi như đã nhập vào dòng Thánh, vĩnh viễn không còn tái sinh vào các ác đạo (địa ngục, ngạ quỷ, súc sinh, atula), chỉ còn tái sinh lại vào cõi người, chư thiên tối đa 7 lần trước khi đạt đến Niết-bàn giải thoát. Tiếp theo là nhị quả Tư-đà-hàm, hành giả làm yếu ớt thêm hai kiết sử là tham dục và sân hận, khi đó tham dục và sân hận chỉ còn trong các suy nghĩ vi tế chứ không còn biểu hiện ra bên ngoài hành động và lời nói nữa; vị tư-đà-hàm chỉ còn tái sinh trở lại tối đa 1 lần trong cõi người hoặc cõi chư thiên trước khi đạt đến Niết-bàn giải thoát. Kế đến là tam quả A-na-hàm, hành giả đoạn trừ thêm hai kiết sử là tham dục và sân hận, sau khi hết tuổi thọ ở cõi người, hành giả hóa sinh lên cõi trời Ngũ Tịnh Cư Thiên rồi tu tập chứng quả A-la-hán và nhập Niết-bàn ở đó. Cuối cùng là tứ quả A-la-hán, ngoài năm kiết sử trên, hành giả đoạn trừ thêm năm kiết sử nữa là sắc ái, vô sắc ái, ngã mạn, trạo cử vi tế và si mê; sau khi hết tuổi thọ, vị A-la-hán nhập Vô dư Niết bàn, vĩnh viễn không còn tái sinh trở lại trong bất kỳ cảnh giới nào.
Cũng nói thêm, ở đây, sự chứng quả của các vị hành giả có sự nhanh chậm khác nhau tùy vào phước báu, năng lực, trí tuệ, sự tu tập, phiền não ít hay nhiều của bản thân vị ấy chứ không phải ai chứng quả cũng giống nhau. Ví dụ có vị thì tu tập, chứng đắc dần dần từ sơ quả đến nhị quả, rồi lên tam quả, đến tứ quả. Có vị khác thì đầu tiên chứng đắc tam quả rồi tu tập tiếp và chứng đắc tứ quả. Có vị thì tu tập, giác ngộ và chứng luôn quả A-la-hán mà không đi qua các giai đoạn sơ quả, nhị quả, tam quả.

## Phân loại
Về căn bản, tất cả chư vị A-la-hán đều là bậc Lậu Tận. Tức là các Ngài đã đoạn trừ hoàn toàn 10 kiết sử, không còn dư sót bất kỳ phiền não nào dù là vi tế ở trong tâm. Vô minh và Tham ái vốn là nhân tố căn bản đưa đến luân hồi tái sinh đã bị cắt đứt sạch. Tuy nhiên, do một số khác biệt về trình độ, sở học, thiên hướng, sở đắc... nên khi đạt được đạo quả các ngài sẽ có những năng lực đặc biệt khác nhau. Ở đây chia ra 4 hạng A-La Hán:
1. Thuần quán A-la-hán (pi. Sukkhavipassako): Tức là những vị A-la-hán chỉ tu tập thuần túy về Thiền quán Minh Sát, Tứ Niệm Xứ. Do thiền quán thấy rõ sự được sinh diệt của các pháp hữu vi, thấy rõ trạng thái chung của các pháp là Khổ-Vô thường-Vô ngã nên các ngài chứng đạo. Về sở đắc, các ngài chỉ là bậc lậu tận, khô sạch phiền não do tuệ quán chứ không có bất kỳ năng lực thần thông gì đặc biệt.
2. Tam minh A-la-hán (pi. Tevijjo): Tức là những vị khi đạt đạo, ngoài Lậu tận minh các ngài còn có thêm các năng lực khác như Túc mạng minh (trí nhớ lại được các kiếp sống quá khứ của mình từ 1 đến vô số kiếp với các nét đại cương và chi tiết), Sinh tử minh (trí thấy được sự sống chết và tái sinh của tất cả chúng sinh. Vị ấy thấy rõ các chúng sinh A,B,C,... do tạo nghiệp ác về thân, khẩu, ý, theo tà kiến, phỉ bác các bậc thánh nên bị đọa vào địa ngục, ác thú, đọa xứ. Vị ấy cũng thấy rõ các chúng sinh D,E,F... do tạo nghiệp thiện về thân, khẩu, ý, có chánh kiến, tôn kính các bậc thánh nên sau khi thân hoại mạng chung được sinh lên thiên giới, thiện thú, loài người). Như trong Kinh Hữu Học và phần mở đầu của Thanh Tịnh Đạo có đề cập, thì một hành giả tu tập đạt được Tam Minh nhờ sự thành tựu về hành trì trọn vẹn các loại Giới Luật (giới bổn Patimokkha, giới phòng hộ 6 căn, giới tiết độ trong ăn uống, giới chú tâm cảnh giác, giới chánh niệm tỉnh giác).
3. Lục thông A-la-hán (pi. Chaḷabhiññā): Tức là những vị A La Hán có được 6 năng lực thần thông. Bao gồm Biến hóa thông ( khả năng đi trên hư không, mặt nước, độn thổ, biến ra nhiều thân, đi qua tường, vách...), Thiên nhĩ thông (tai nghe được âm thanh của loài người và chư thiên, ở xa cũng như gần), Tha tâm thông (biết rõ được trạng thái tâm của chúng sinh, thiện hay ác, có giải thoát hay không giải thoát...), Túc mạng thông (giống với Túc mạng minh ở trên), Thiên nhãn thông ( giống với Sinh tử minh ở trên). Điều kiện để thành tựu được các loại thần thông này, là trước khi chứng đạo vị A La Hán phải đạt được cấp bậc thiền định từ Tứ Thiền trở lên. Ngoài ra những vị hành giả thông thạo về Kinh Tạng khi đắc quả A La Hán cũng có thể có các thần thông trên. Trong số mười đại đệ tử của Đức Phật, Trưởng lão Mogallanna được Đức Phật khen ngợi là vị đệ nhất về các năng lực thần thông.
4. Đắc tuệ phân tích A-la-hán (pi. Paṭisambhidappatto): Túc những vị A-la-hán khi đắc quả cũng đồng thời đắc luôn Tứ tuệ phân tích, tuệ phân tích hiểu đơn giản là khả năng diễn giải, phân tích, tổng hợp, thuyết giảng Phật pháp. Gồm có: Nghĩa đạt thông (pi. Atthapaṭisambhidā, trí hiểu thấu đáo các ý nghĩa của pháp, có khả năng phân tích, giải thích những điều tóm tắt), Pháp đạt thông (pi. Dhammapaṭisambhidā, trí hiểu rõ về pháp, biết rõ các nguyên lý, tiến trình của pháp, có khả năng tổng hợp lại những điều chi tiết), Ngữ đạt thông (pi. Niruttipaṭisambhidā, khả năng vận dụng ngôn ngữ tinh tế, hợp lý, khéo léo để trình bày, thuyết giảng Phật Pháp), Biện đạt thông (pi. Paṭibhānapaṭisambhidā, khả năng ứng đối, biện tài, biết rõ cách lý luận, phân tích). Điều kiện để đạt được Tứ tuệ phân tích ở trên là vị hành giả trước khi chứng đạo phải là người có học tập, nghiên cứu, thông suốt về tạng Luận (pi. Adbidhamma, Vi Diệu pháp). Tôn giả Sariputta là vị đệ tử được Đức Phật khen ngợi là có trí tuệ đệ nhất trong tăng chúng, ngài có khả năng phân tích, tổng hợp, giải thích, biện luận về giáo pháp đã được học từ Đức Phật.
Ngoài ra có một số bậc thánh A-la-hán khi chứng đạo đắc luôn tất cả các năng lực ở trên, gồm cả Tam minh, Lục thông, Tám giải thoát, Tứ tuệ phân tích. Các vị đại trưởng lão tăng và ni của Đức Phật là những vị A-la-hán điển hình có tất cả các năng lực này, như các vị trưởng lão như Ananda, Sariputta, Mogallanna, Punna, Mahakassappa, Upali...

## Các quan điểm về A-la-hán
Về cơ bản, Đức Phật cũng tự biết rõ mình là một A-la-hán, cách mà Phật đi đến giác ngộ cũng giống hệt những vị A-la-hán khác, nhưng vì trong vô số kiếp trước Phật đã xả thân làm lợi ích cho chúng sinh, thực hành Bồ tát hạnh nên khi đắc đạo ngài có thần thông, trí tuệ, dung mạo, công đức... cực kỳ cao quý, phi phàm, vượt xa những A-la-hán đệ tử sau này. Và chính Phật là người giác ngộ duy nhất thời bấy giờ (trước đó đã có những vị Phật khác rồi (theo bắc tông) nên người ta gọi Ngài là Bậc Giác Ngộ, tiếng Hán là "Giác giả", tiếng Việt là "Phật". Nhưng càng về sau, nhiều luận bản xuất hiện và làm cho khoảng cách giữa từ "Phật" và từ "A-la-hán" càng cách xa. Thậm chí nhiều luận bản còn có ý chê bai quả vị A-la-hán là kém cỏi. Đây là điều trái ngược với quan điểm ban đầu của Phật.
Vì thế không nên phân biệt Đại thừa, Tiểu thừa; thời Đức Phật tại thế không có chuyện chia phe, lập phái như thế này, mà người thời nay chia ra như thế. Xưa kia, khi một vị đắc quả A-la-hán, Phật không nói người này đã tinh tấn (chăm chỉ) tu theo pháp môn này hay pháp môn kia, mà giải thích rằng trong một tiền kiếp người đó đã hết lòng cung kính, cúng dường một bậc Thánh nào đó.
Đại thừa, Tiểu thừa hay Kim Cương thừa... không phải là do cái này cao, cái kia thấp, mà có sự hỗ tương lẫn nhau, nên kết hợp nhiều pháp môn lại để có sự tu học tốt hơn.

## Một số vị A-la-hán nổi tiếng

### Thời Đức phật còn tại thế
Thời Đức Phật còn tại thế, có rất nhiều vị tỳ kheo, tỳ kheo ni dưới sự chỉ dạy của Đức Phật đã tu tập nhiệt thành và chứng quả A-la-hán. Số lượng các vị A-la-hán tăng và ni được đề cập đến trong các kinh tạng Nikaya rất nhiều, có thể lên đến hàng nghìn vị. Tiểu sử của một số vị trưởng lão A-la-hán đã được đề cập đến trong một số kinh tạng thuộc Tiểu Bộ Kinh (Khuddaka Nikàya) như bộ Trưởng Lão Tăng Kệ (tập 3.1, Tiểu Bộ Kinh) gồm có tiểu sử tóm tắt và lời dạy của 264 vị A-la-hán tăng và Trưởng Lão Ni Kệ (tập 3.2, Tiểu Bộ Kinh) có tiểu sử tóm tắt và lời dạy của 73 vị A-la-hán ni.
Dưới đây là 10 đại đệ tử A-la-hán tăng và 10 đại đệ tử A-la-hán ni của Đức phật:

#### 10 vị trưởng lão tăng đại đệ tử
1. Ma-ha-ca-diếp (zh. 摩訶迦葉, sa. mahākāśyapa, bo. འོད་སྲུང་ཆེན་པོ་): Đầu-đà (tu khổ hạnh) đệ nhất; ông là người yêu cầu mở đại hội kết tập kinh điển lần đầu tiên của Phật giáo.
2. A-nan-đà (zh. 阿難陀, sa. ānanda, bo. ཀུན་དགའ་བོ་): Đa văn đệ nhất, người "nghe và nhớ nhiều nhất". A-nan-đà hay được trình bày trong tranh tượng đứng bên cạnh Phật cùng với Ma-ha-ca-diếp; tuy là Đa văn đệ nhất nhưng sau khi Đức Phật Niết-bàn ông mới chứng quả A-la-hán rạng sáng ngày kết tập kinh điển đầu tiên.Ngài đồng thời là thị giả của Đức Phật Thích Ca Mâu Ni
3. Xá-lợi-phất (zh. 舍利弗, sa. śāriputra, bo. ཤཱ་རིའི་བུ་): Trí huệ đệ nhất, đệ tử quan trọng của Phật trong các kinh Nikaya; trước khi xuất gia theo Phật, ông là một luận sư nổi tiếng trong ngoại đạo.
4. Tu-bồ-đề (zh. 須菩提, sa. subhūti, bo. རབ་འབྱོར་): Giải Không (sa. śūnyatā) đệ nhất. Tu-bồ-đề thường xuất hiện trong kinh điển hệ Bát-nhã-ba-la-mật-đa.
5. Phú-lâu-na (zh. 富樓那, sa. pūrṇa, bo. གང་པོ་): Thuyết Pháp đệ nhất;
6. Mục-kiền-liên (zh. 目犍連, sa. mahāmaudgalyāyana, bo. མོའུ་འགལ་གྱི་བུ་): Thần thông đệ nhất, hay đi đôi với Xá-lợi-phất; sau khi xuất gia được 7 ngày ông đã đoạn trừ hết các lậu hoặc, chứng quả A-la-hán (阿羅漢; sa. arhat, arhant; pi. arahat, arahant).
7. Ca-chiên-diên (zh. 迦旃延, sa. katyāyana, bo. ཀ་ཏྱའི་བུ་): Biện luận đệ nhất;
8. A-na-luật (阿那律, sa. aniruddha, bo. མ་འགགས་པ་): Thiên nhãn đệ nhất;
9. Ưu-bà-li (優波離, sa. upāli, bo. ཉེ་བར་འཁོར་): Giới luật đệ nhất;
10. La-hầu-la (羅睺羅, sa. rāhula, bo. སྒྲ་གཅན་འཛིན་): Mật hạnh đệ nhất, ông cũng là người con duy nhất của Thái tử Tất-đạt-đa (sau này thành Đức Phật Bổn sư Thích Ca Mâu Ni)

#### 10 vị trưởng lão ni đại đệ tử
1. Mahapajapati ( pi, sa. महाप्रजापती गौतमी Mahāprajāpatī Gautamī): Trước khi xuất gia, ni sư vừa là em vợ, vừa là hoàng hậu của vua Tịnh Phạn và là mẹ kế của Đức Phật. Sau khi xuất gia, ni sư trở thành người nữ đầu tiên làm Tỳ-kheo ni. Bên cạnh đó, ni sư là cũng là người lãnh đạo và giáo hóa chúng Tỷ-kheo ni.
2. Khema (pi. Khemā; sa. Kṣemā): Ni sư vốn là hoàng hậu của vua Bimbisara nước Magadha. Sau khi xuất gia, tu tập và đắc quả A-la-hán, ni sư trở thành bậc đệ nhất về trí tuệ.
3. Uppalavanna (pi. Uppalavaṇṇā; sa. Utpalavarṇā): Trước khi chưa xuất gia, ni sư vốn là một mỹ nhân nổi tiếng. Sau khi xuất gia, ni sư tu tập chứng quả A-la-hán và trở thành bậc đệ nhất về thần thông.
4. Dhammadinna (pi. Dhammadinnà): Ni sư được Đức Phật tán thán là bậc đệ nhất về thuyết pháp. Lời dạy của ni sư được ghi lại trong Tiểu Kinh Phương Quảng (Cùlavedalla sutta).
5. Patacara (pi. Paṭacārā): Trước khi chưa xuất gia, ni sư là một bà quả phụ chịu nhiều đau khổ, tuyệt vọng. Sau khi chứng quả, Ni sư trở thành bậc đệ nhất về hạnh bảo hộ người nữ.
6. Kisa Gotami (pi. Kīsāgotamī): Ni sư được Đức Phật khen ngợi là bậc đệ nhất về tu khổ hạnh đầu đà.
7. Bimba: Trước khi chưa xuất gia, ni sư vốn là thứ phi của Thái tử Tất-đạt-đa. Sau khi chứng quả, ni sư trở thành bậc đệ nhất về an trú tâm.
8. Bhadda Kudalakesa (pi. Kuṇḍalakesā): Ni sư được coi là bậc đệ nhất về khả năng lãnh hội và thấu hiểu chánh pháp.
9. Sona (pi. Soṇā): Trước khi chưa xuất gia, ni sư vốn là một người mẹ đảm đang nhưng chịu nhiều thất vọng, chán nản. Sau khi xuất gia, ni sư nỗ lực tinh tấn tu tập, đoạn trừ các lậu hoặc và chứng quả A-la-hán. Trở thành bậc đệ nhất về hạnh tinh tấn tu tập.
10. Sundari Nanda (pi., sa. Sundarī Nandā): Ni sư là con gái của vua Tịnh Phạn và bà Mahapajapati. Sau khi xuất gia, ni sư vẫn bị vẻ bề ngoài xinh đẹp của mình chi phối, khiến cho tính cách trở nên ích kỷ và yêu chiều bản thân quá mức. Dưới sự chỉ dạy của Đức Phật, ni sư nhận thức được rằng bản chất của cơ thể là bất tịnh, đáng nhàm chán. Sau đó ni sư nỗ lực hành thiền, cuối cùng chứng quả A-la-hán. Ni sư được Đức Phật tán dương là bậc đệ nhất về Thiền định.[20]

### Thời cận đại

#### Trưởng lão Ajahn Mun

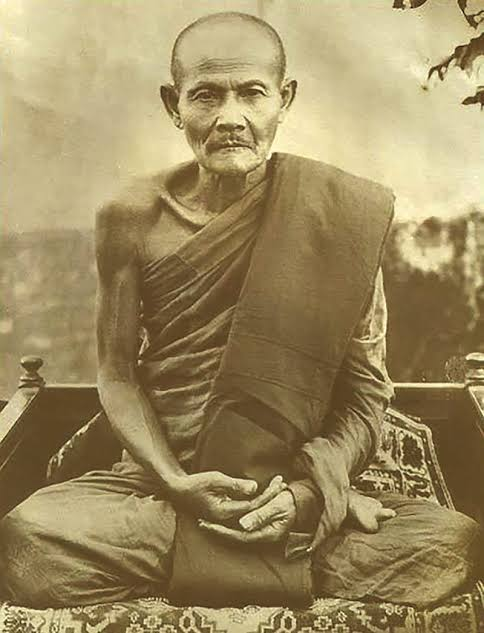
Trưởng lão Ajahn Mun

Trưởng lão Ajahn Mun (1870-1949), người sáng lập dòng Thiền trong rừng ở Thái Lan và là thầy của nhiều vị Thiền sư nổi tiếng ở Thái Lan như Ajahn Thongrat, Ajahn Lee Dhammadaro, Ajanh Chah, Ajahn Maha Bua. Sư được giới Phật tử Thái Lan tôn kính như một vị thánh tăng thời cận đại. Sư sinh ra trong một gia đình nông dân gồm có 8 anh, chị, em ở tỉnh Ubon Rachathani. Năm 15 tuổi, sư xuất gia làm sa-di ở một ngôi chùa làng. Vì bản tính sư vốn ưa thích giáo pháp nên không bao lâu sư đã thuộc lòng nhiều bài kinh khác nhau do thầy dạy. Tính tình và tác phong sư đúng mực, chân thật, không bao giờ gây phiền phức cho bạn hữu và thầy tổ. Sau hai năm làm sa-di, sư hoàn tục theo lời của cha.
Đến năm 20 tuổi, sư xin phép cha mẹ đi tu và được ông bà đồng ý. Sư thọ cụ túc giới và sau đó học thiền với sư Ajahn Sao tại chùa Wat Liab. Sư chọn niệm từ "Buddho" làm đề mục thiền định và nỗ lực tinh tấn thực hành ngày đêm. Sư cũng thực hành 13 pháp hạnh đầu đà và tuân giữ nghiêm ngặt cho đến khi nhập Niết Bàn. Trong quá trình thiền định với từ "Buddho", sư đạt được một số tiến bộ và trải nghiệm lạ. Tuy nhiên, sư nhận thấy rằng tâm mình vẫn còn vọng động và bị ngoại cảnh chi phối và hiểu rằng phương pháp này không phải là con đường tu tập đúng đắn. Từ đó, sư hướng tâm vào bên trong và chú tâm theo dõi, quan sát tỉ mỉ về thân (quán thân). Sư dành phần lớn thời gian để đi kinh hành và chánh niệm về thân, đôi lúc sư cũng ngồi thiền. Sau một thời gian thực hành theo phương pháp mới này, sư thấy tâm mình quân bình, an lạc và xác quyết đây là con đường tu tập đúng đắn.
Trong chuyến đi thứ hai đến vùng Đông bắc Thái Lan, trong khi đang hành thiền, sư đạt được đạo quả Bất Lai (Angami) tại hang Sarika, tỉnh Nakhon Nayok. Ở tầng thánh quả này, sư thấu triệt được bản chất của thân và đoạn trừ hoàn toàn sân hận và ham muốn đối với ngũ dục. Vì không có minh sư hướng dẫn nên sư phải tự mình mày mò tu tập. Sau này, sư kể lại cho các môn đệ rằng sư đã dừng ở tầng thánh này khá lâu trước khi đắc được quả vị A la hán.

#### Trưởng lão Sulun Sayadaw
Trưởng lão Sulun Sayadaw (1878-1952), còn gọi là U Kavi, thế danh là U Kyaw Din, là một trong những vị thiền sư nổi tiếng ở Myammar về thiền Minh sát. Sư xuất thân là nông dân, ít học và đã lập gia đình. Một lần nọ, sư tình cờ gặp được một vị tu sĩ khổ hạnh và được dạy về phương pháp thiền quán hơi thở. Sư thích thú, chuyên tâm quan sát hơi thở ra-vào bất kể ngày đêm. Có một người bạn chỉ cho sư rằng quan sát hơi thở ra vào chưa đủ, mà cần phải cảm nhận về hơi thở nữa. Từ đó, sư nỗ lực cố gắng thực hành chánh niệm liên tục không chỉ đối với hơi thở mà còn đối với những hoạt động đang diễn ra. Nhờ tinh tấn nỗ lực, sư đạt được đạo quả Tu-đà-hoàn vào giữa năm 1920; đến tháng tiếp theo, sư đạt được đạo quả Tư-đà-hàm; đến tháng tiếp theo nữa, sư đạt được đạo quả A-na-hàm. Sư xin phép bà vợ cho mình rời khỏi gia đình để xuất gia và cuối cùng được bà chấp nhận. Sau đó, sư xuất gia tại một ngôi chùa làng rồi ẩn tu, chuyên cần hành thiền tại một hang động nọ. Đến tháng 10 năm 1920, sư đạt được đạo quả A-la-hán. Sự giác ngộ của sư được nhiều người - chư tăng và cư sĩ biết đến. Có nhiều người đến khảo nghiệm hiểu biết về giáo pháp của sư và những câu trả lời từ sư đã thỏa mãn được nghi vấn trong lòng họ. Cũng có một số người không đồng tình với sư nhưng sau khi về nghiên cứu lại kinh điển họ thấy những gì sư nói đều hoàn toàn phù hợp. Sư nhập Niết-bàn năm 1952. Đến nay, nhục thân của sư vẫn còn nguyên vẹn và thường có nhiều chư tăng, phật tử Myammar đến chiêm bái.

#### Trưởng lão Mogok Sayadaw
Trưởng lão U Vimala (Tiếng Miến-Điện: ဦးဝိမလ, 27 tháng 12 năm 1899 - 17 tháng 10 năm 1962), còn được biết đến với tên gọi phổ biến là Mogok Sayadaw, là một trong những vị thiền sư nổi tiếng ở Miến Điện về Thiền Minh Sát. Sư sinh ra trong một gia đình ở Myit Nge, gần cố đô Madalay của Miến Điện. Đến năm 9 tuổi, sư xuất gia trong một ngôi chùa làng và trỏ thành sa di, với pháp danh là U Vimala. Sau đó, sư nỗ lực học tập, nghiên cứu về Phật pháp và trở bậc học giả uyên thâm về kinh điển và Vi Diệu pháp với hơn 30 năm giảng dạy. Sư từng ẩn tu, miên mật thực hành thiền định và thiền quán trong 4 năm và cuối cùng đạt được Niết-Bàn giải thoát và trở thành một vị A-la-hán.

Về phương pháp tu tập, sư chú trọng đến việc giảng dạy, hướng dẫn cho các đệ tử hiểu rõ về giáo lý căn bản là Thập Nhị Nhân Duyên, thông qua giáo lý này nhằm giúp hành giả hiểu rõ về bản chất và tiến trình của luân hồi, khổ đau và cách để đoạn tận chúng. Sau đó, sư dạy hành giả thực hành định tâm bằng cách an trú tâm trong đề mục hơi thở. Cuối cùng, hành giả phát triển Tuệ Minh Sát bằng cách quán sát sự sinh và diệt của các trạng thái tâm hoặc cảm thọ (tùy theo căn cơ đệ tử) để thấy ra được bản chất vô thường, khổ, vô ngã nơi chúng để từ đó đoạn trừ các tà kiến, tham ái và đạt đến các bậc thánh quả giải thoát.Các bài giảng của sư đã được các đệ tử ghi âm lại và phổ biến trong giới phật tử Myammar. Một tác phẩm thể hiện quan điểm của sư về việc thực tập Thiền Minh Sát đã được dịch Việt với tên gọi là Pháp Duyên Sanh. Hiện nay, tại Myammar có khoảng 300 trung tâm Thiền đi theo đường lối tu tập của sư. 

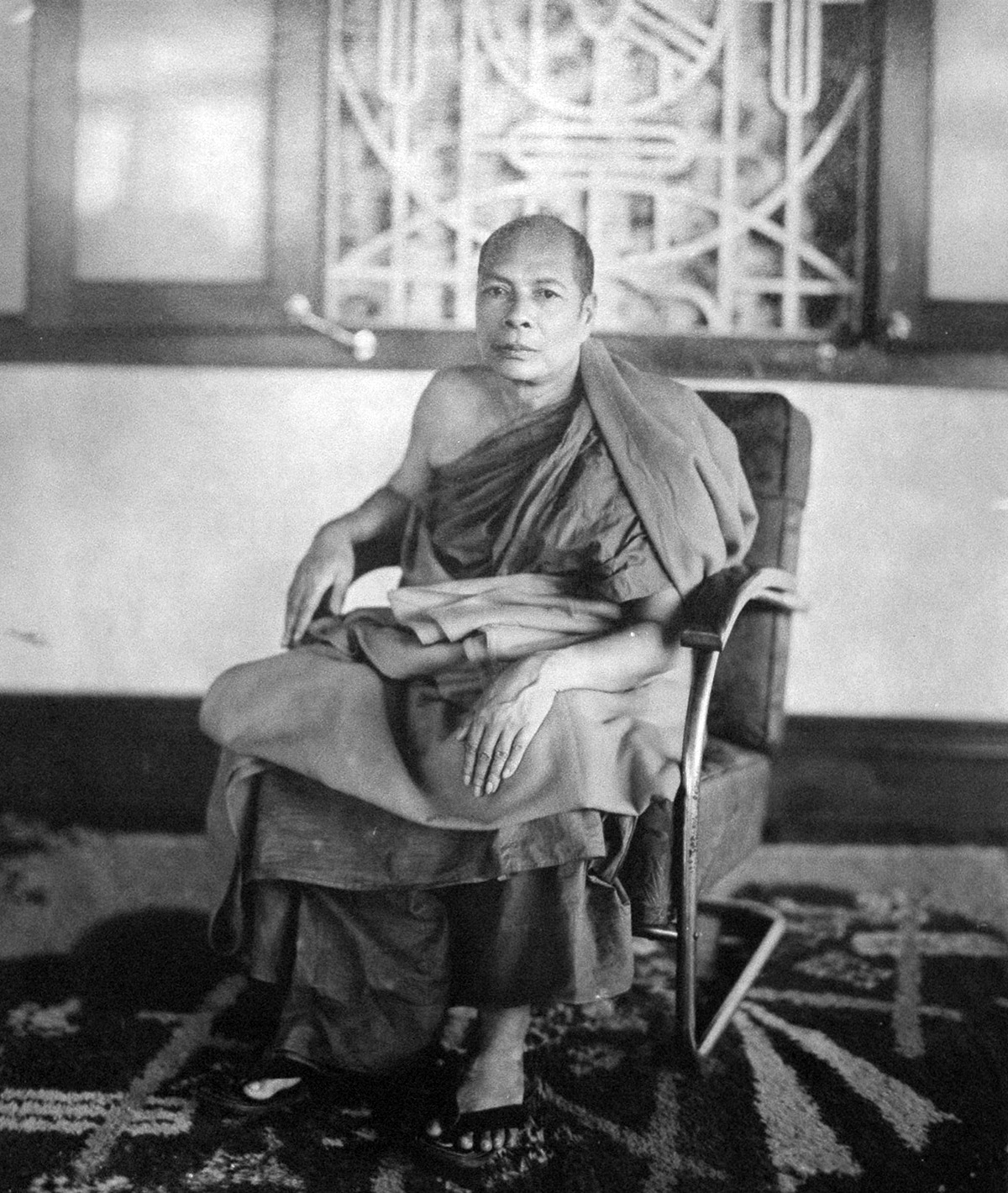
Trưởng lão Mogok
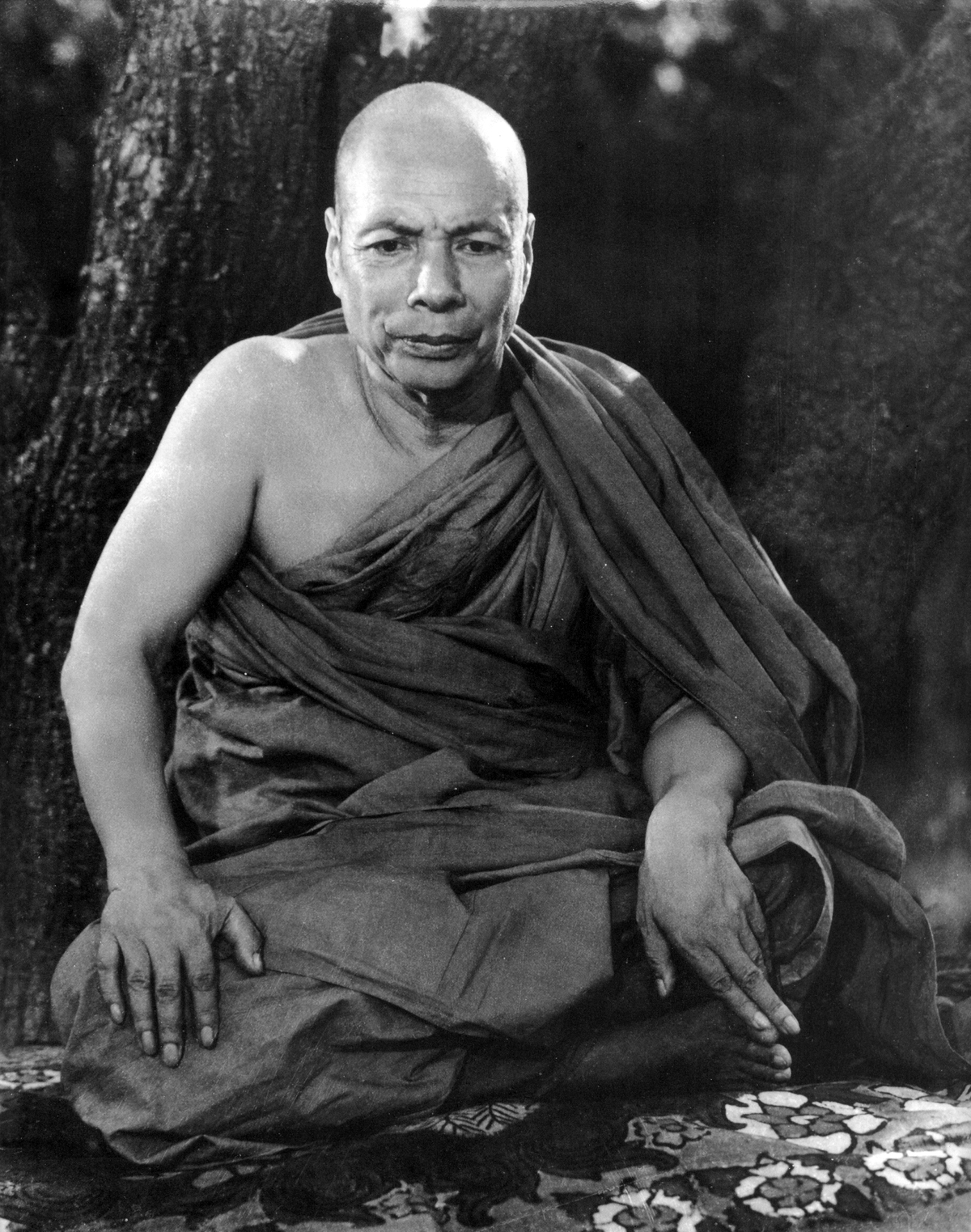
Chân dung trưởng lão Mogok
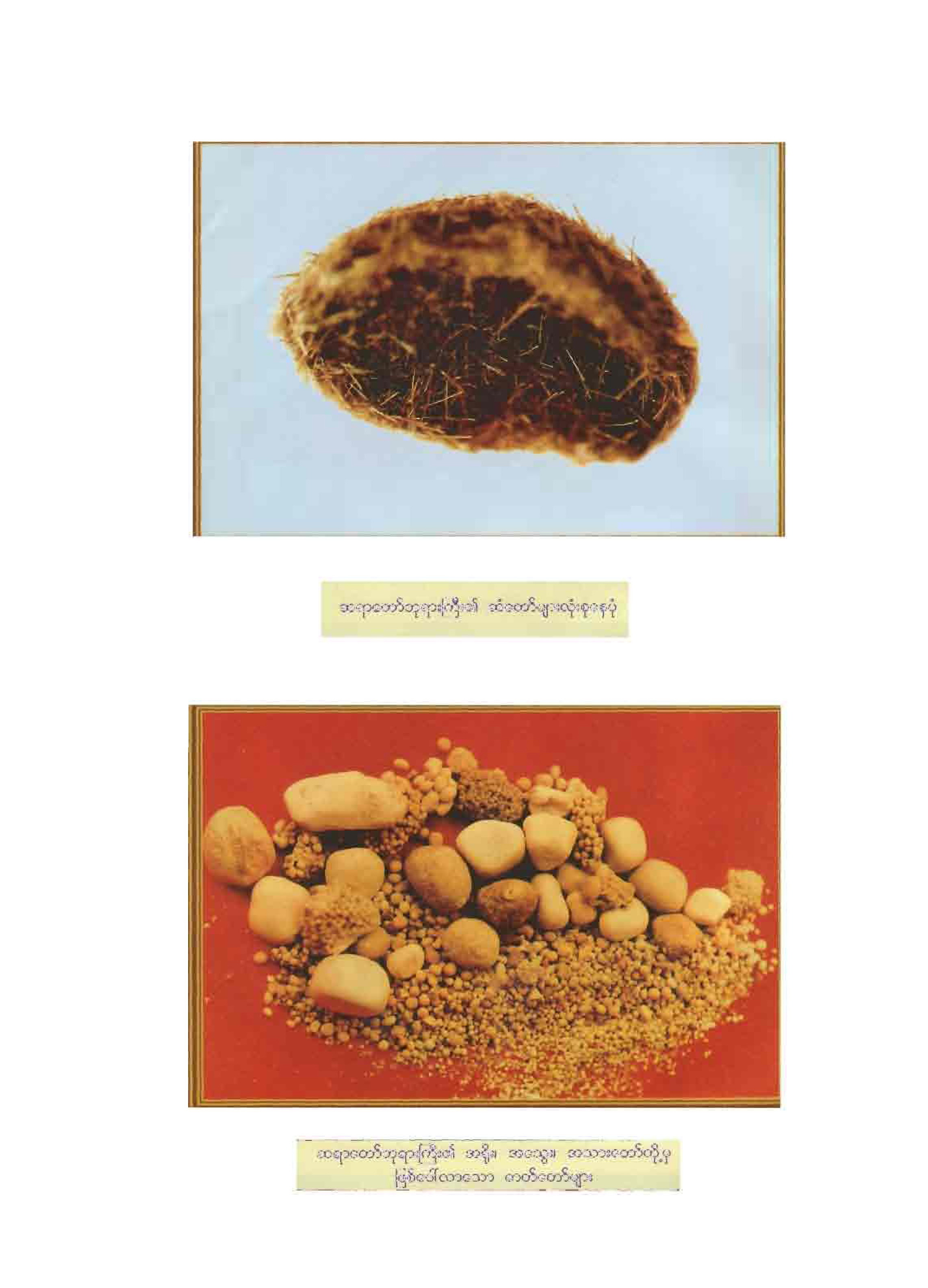
Xá lợi của trưởng lão Mogok

### Sách
- Maha Boowa Nanasampanno (2015), Phra Acharn Mun Bhūridatta Thera (PDF), Nxb Hồng Đức, ISBN 978-604-86-4085-9
- Giác Giới, Kho Tàng Pháp Học (PDF)
- Giới Nghiêm (2003), Mi Tiên Vấn Ðáp (Milinda Panha) (PDF)
- Trí Hải, Thanh Tịnh Ðạo (PDF)
- Warder, A.K (2000), Indian Buddhism, Delhi: Motilal Banarsidass Publishers
- Prebish, Charles; Keown, Damien, biên tập (2004). Encyclopedia of Buddhism. Routledge. ISBN 978-0415314145.
- Rhie, Marylin; Thurman, Robert (1991). Wisdom And Compassion: The Sacred Art of Tibet. new York: Harry N. Abrams (with 3 institutions). ISBN 0810925265.
- Warder, A.K. (2000). Indian Buddhism. Delhi: Motilal Banarsidass Publishers.